# Richard-Wagner-Straße 18 (Mönchengladbach)

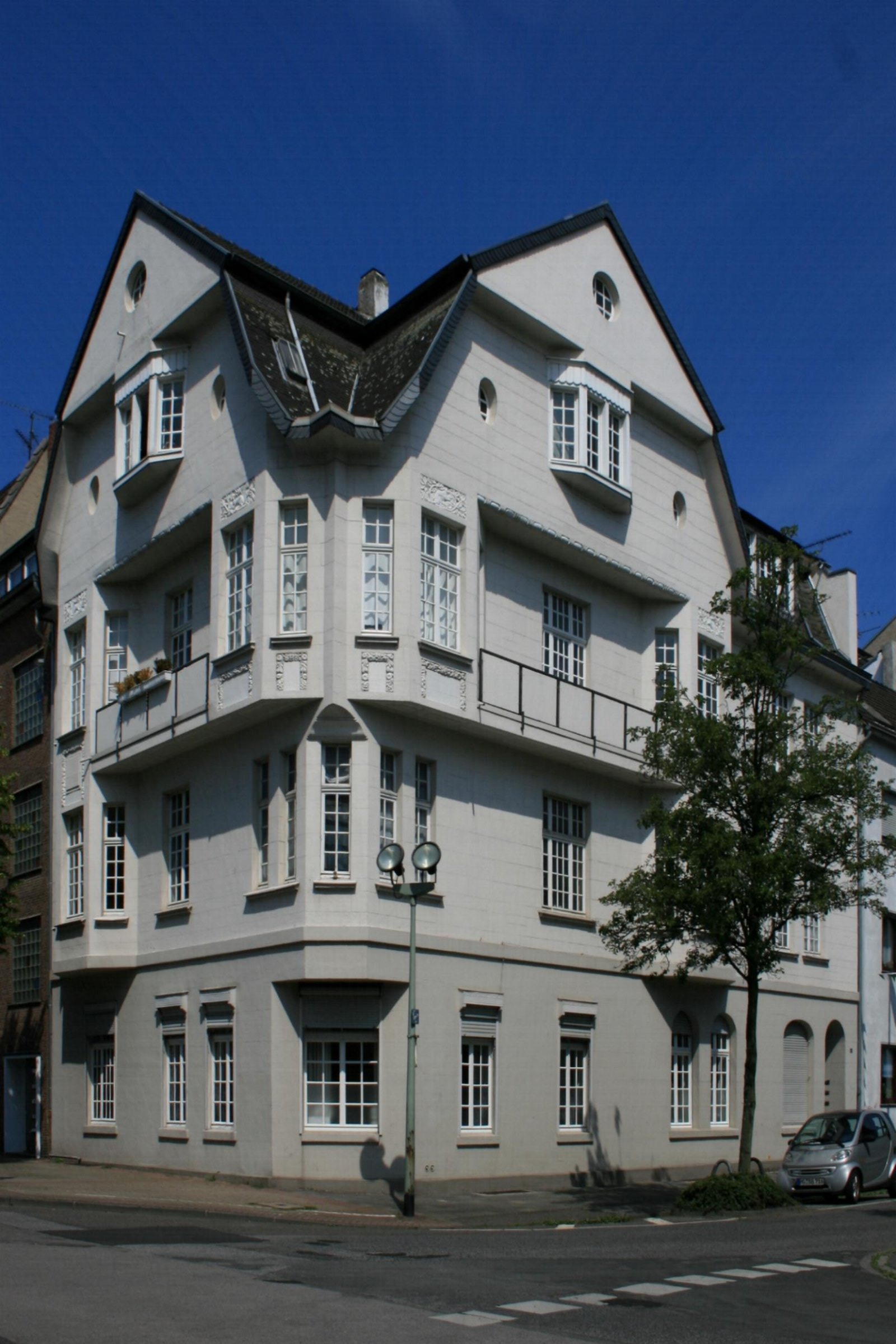
Wohnhaus (2010)

Das Wohnhaus Richard-Wagner-Straße 18 steht in Mönchengladbach (Nordrhein-Westfalen) im Stadtteil Dahl.
Das Gebäude wurde Anfang des 20. Jahrhunderts erbaut. Es wurde unter Nr. R 002 am 4. Dezember 1984 in die Denkmalliste der Stadt Mönchengladbach eingetragen.

## Architektur
Das Objekt steht an markanter Stelle der Eckbebauung der Richard-Wagner-Straße gegenüber der Kirche St. Josef. Die markante Eckbebauung hat zwei Giebelausbildungen, die das Mansarddach kräftig gliedern. Das dreigeschossige Mehrfamilienhaus hat ein ausgebautes Dachgeschoss und wurde Anfang des 20. Jahrhunderts erbaut.